# قاع العسل (مودية)

تعديل مصدري - تعديل

قاع العسل هي إحدى قرى عزلة مودية بمديرية مودية التابعة لمحافظة أبين، بلغ تعداد سكانها 335 نسمة حسب تعداد اليمن لعام 2004.